# Batalla del Salado
La batalla del Salado (librada el lunes 30 de octubre de 1340, en la actual provincia de Cádiz) fue una de las batallas más importantes del último periodo de la Reconquista. En ella, las fuerzas combinadas de Castilla y Portugal derrotaron decisivamente a los benimerines, último reino magrebí que trataría de invadir la península ibérica.

## Antecedentes
Tras la decisiva victoria de las Navas de Tolosa en 1212, los almohades perdieron el control sobre el sur de la península ibérica y se replegaron al norte de África, dejando tras de sí un conjunto de desorganizadas taifas que fueron ocupadas por los reinos cristianos entre 1230 y 1264. Tan solo el reino de Granada logró mantenerse independiente, aunque fue forzado a pagar un elevado tributo en oro a Castilla cada año. Por aquel entonces, el reino de Granada comprendía las actuales provincias de Granada, Almería y Málaga, más el istmo y peñón de Gibraltar.

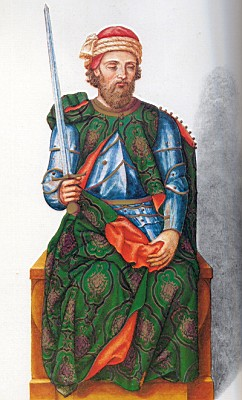
Alfonso XI de Castilla.

En 1269, la debilitada dinastía almohade sucumbió ante otra tribu bereber emergente, los Banu Marin («benimerines» para los castellanos). Desde su capital en Fez, esta tribu originaria del sur de Marruecos pronto dominó la mayor parte del Magreb, llegando por el este hasta la actual frontera entre Argelia y Túnez. A partir de 1275 dirigieron su atención hacia Granada, donde desembarcaron tropas e influyeron decisivamente en su gobierno ante el recelo de los cristianos del norte. El choque no tardó en llegar, y así, a finales del siglo XIII, los benimerines ya habían declarado la guerra santa a los cristianos y realizado varias incursiones en el Campo de Gibraltar, con el fin de asegurarse el dominio sobre el tráfico marítimo en el Estrecho. En 1288, a instancias del rey Yusuf I de Granada, firmaron una alianza formal con los nazaríes con el objetivo final de tomar Cádiz. Sin embargo, una serie de rebeliones en el Rif retrasaron la campaña contra Castilla hasta 1294, año en que los benimerines asediaron Tarifa sin éxito debido a la tenaz resistencia ofrecida por Guzmán el Bueno.
En 1329 los benimerines y sus aliados granadinos atacaron de nuevo a los castellanos, a quienes derrotaron y tomaron Algeciras.
En agosto de 1330 Castilla se impondría a Granada en la batalla de Teba, conocida en otros países por haber fallecido en ella el noble escocés Sir James Douglas. Como consecuencia de la derrota granadina, el 19 de febrero de 1331, se firmó la Paz de Teba por la que los monarcas castellano, aragonés y nazarí se comprometían a una tregua de cuatro años y a la entrega de parias al rey castellano por parte del emir granadino.
A pesar de ello, desde su base en Algeciras, los musulmanes sitiaron Gibraltar (ocupada por los cristianos en 1309, precisamente como medida preventiva ante las invasiones meriníes) y la reconquistaron en 1333. La flota castellana del Estrecho, capitaneada por el almirante Alonso Jofre Tenorio, no era lo suficientemente poderosa como para detener el constante flujo de tropas musulmanas hacia la Península, por lo que Alfonso XI de Castilla solicitó apoyo naval a la Corona de Aragón. Esta accedió a enviar en 1339 una flota de guerra mandada por Jofre Gilabert de Cruilles, pero tras una operación en Algeciras, el almirante aragonés resultó herido por una flecha y su flota se dispersó. Siguió entonces un ataque de los benimerines contra la escuadra castellana, con un resultado catastrófico para esta: todos los barcos, excepto cinco que pudieron refugiarse en Cartagena, fueron destruidos por los musulmanes y Tenorio hecho prisionero y decapitado. Castilla quedaba así abierta de par en par a una nueva invasión norteafricana.
Al conocer el desastre, Alfonso XI decidió entonces jugar su última carta enviando a su mujer, María de Portugal, para que pidiera ayuda al padre de esta. No obstante, el rey Alfonso IV de Portugal, que entonces se encontraba algo rencoroso con su yerno por el abandono al que tenía sometida a su hija en favor de su amante Leonor de Guzmán, declinó inicialmente la propuesta, exigiendo que si el monarca castellano necesitaba ayuda, fuera él quien se la pidiera personalmente. Ante la situación, Alfonso XI no pudo hacer otra cosa que tragarse su orgullo y enviar una carta de su puño y letra a Lisboa. Alfonso IV respondió entonces positivamente y mandó una flota a Cádiz a las órdenes del marino genovés Manuel Pezagno, que se unió a un contingente de 12 naves aragonesas que ya se encontraban ancladas allí. El único monumento que conmemora la victoria en la batalla, el Padrão do Salado, lo mandó construir el rey Alfonso IV de Portugal en la ciudad de Guimarães, frente a la iglesia de Nuestra Señora de Oliveira.

## Efectivos cristianos

### Cítara del Rey de Portugal
La Hueste de Portugal estaba formada por: Obispo de Braga, Prior de Crato, Maestre de Santiago, Maestre de Avís, Lope Fernández Pacheco, Gonzalo Gómez de Sousa y Gonzalo de Acevedo.
Formada por 1000 caballos para poder enfrentarse a la caballería del Rey de Granada, el de Castilla la reforzó con las siguientes tropas:
- Pendón y vasallos del Infante don Pedro (heredero de Castilla), mandados por Pedro Fernández de Castro "el de la Guerra", Ayo mayor y Adelantado mayor de la frontera de Andalucía y por Juan Alfonso de Albuquerque, Mayordomo mayor y Alférez del rey Alfonso XI el Justiciero, rey de Castilla y León.
- Caballería de la Orden de Calatrava al mando de su maestre Juan Núñez de Prado.
- Caballería de la Orden de Alcántara al mando de su maestre Nuño Chamizo.
- Mesnadas de Diego de Haro, Gonzalo Ruiz Girón y Gonzalo Núñez Daza.
- Milicias concejiles de Salamanca, Belorado, Badajoz, Ciudad Rodrigo, Olmedo, Carrión de los Condes y Saldaña.

### Cítara del Alcaide de Tarifa
Alcaide de Tarifa Juan Alfonso de Benavides al mando de la guarnición de la plaza reforzada por:
- Pendón y vasallos de Don Enrique, hijo bastardo del rey, mandados por Fernando Pérez de Portocarrero.
- Pendón y vasallos de don Tello, Señor de Vizcaya, hijo bastardo del rey, mandados por Fernández Coronel.
- Mesnadas de Juan de Morales, obispo de Jaén; del ricohombre Pedro Ponce de León el Viejo y de Enrique Enríquez el Mozo, Caudillo mayor del obispado de Jaén.
- Ballesteros de la Marina de Castilla. Mesnadas de Lorca y Jerez.

### Batalla
La delantera estaba al mando del Don Juan Manuel con las siguientes fuerzas:
- Mesnada de Don Juan Manuel, Príncipe de Villena.
- Caballería de la Orden de Santiago, maestre Alonso Meléndez de Guzmán.
- Mesnadas del señor de Vizcaya, Juan Núñez de Lara; señor de Villalobos, Fernando Rodríguez; de los ricoshombres Juan Alfonso de Guzmán, Juan García Manrique y Diego López de Haro.
- Milicias Concejiles de Écija, al mando de Fernán González de Aguilar; de Sevilla, Juan Rodríguez de Cisneros; de Jerez, Garci Fernández Manrique; y de Carmona, Alvar Rodríguez Daza.

El Cuerpo de Batalla lo mandaba personalmente el rey de Castilla que contaba con:
- Pendón y mesnada real.
- Pendón de Cruzada.
- Contino de Donceles de la Real Casa, armados a la jineta y mandados por su Alcaide Alfonso Fernández (o Fernando Alonso) de Córdoba, señor de Cañete.
- Caballería ligera de Fronteras.
- Mesnadas de los prelados de Toledo, Santiago de Compostela, Sevilla, Palencia y Mondoñedo.
- Pendón y vasallos de don Fadrique (Fadrique Alfonso de Castilla), hijo bastardo del rey, mandados por Garcilaso de la Vega.
- Pendón y vasallos de don Fernando (Fernando Alfonso), hijo bastardo del rey, mandados por Gonzalo Ruiz de la Vega.
- Mesnadas de los hijosdalgos. Los principales eran Alvar Pérez de Guzmán, Garci Méndez de Sotomayor, Juan Ruiz de Beira y Ruy Pérez Ponce de León.
- Compañas de los Concejos de Castilla.

Al mando de la  Zaga estaba Alonso de Aguilar con las siguientes fuerzas:
- Mesnadas de Alonso de Aguilar.
- Compañas concegiles de Córdoba.

Pero Niño, ricohombre de León estaba al frente de la  Costanera derecha.
- Tropeles montañeses de las provincias Vascongadas, de las Asturias de Oviedo y de Santillana, y de las Tierras de Órdenes Militares.

Alonso Ortiz Calderón, prior de San Juan al frente de la armada guarnecía la Costanera izquierda:
- Armada de Castilla,  mandada por el prior de la Orden de San Juan con 3 galeras y 12 naves.
- Armada de Aragón, al mando de Pedro de Moncada, con 12 naves.

## La batalla
Los ejércitos de ambos reyes se encontraron en Sevilla, de donde salieron las fuerzas de los dos monarcas en camino a Tarifa, llegando ocho días después a Peña del Ciervo, desde donde vieron frente a ellos la extensión del campo de las fuerzas musulmanas. El 29 de septiembre, en consejo de guerra se decidió que Alfonso XI de Castilla luchara contra el rey benimerí Abu Al-Hassan Alí, y Alfonso IV de Portugal contra el de Granada, Yusuf I.

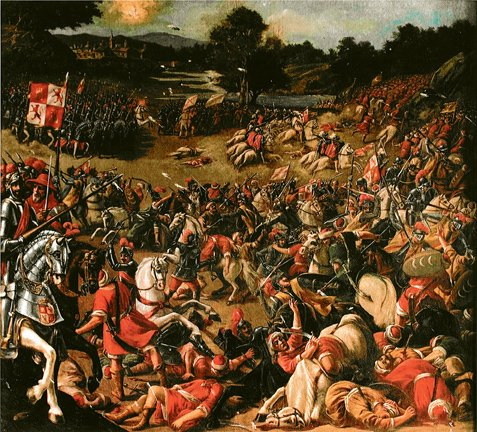
La Batalla de El Salado.
Anónimo, s. XVII. Real Monasterio de Santa María de Guadalupe.

En los campos de los cristianos y de los musulmanes todo estaba listo para la batalla. La caballería castellana cruzó el río Salado, un afluente del río de la Jara o quizás este mismo, y la batalla comenzó. Cuando la élite de la caballería musulmana fue incapaz de detener el ataque, acudió inmediatamente Alfonso XI con el grueso de sus tropas a hacer frente a las fuerzas islámicas y, aunque fue temporalmente sitiado en el sector, tras una lucha feroz, en la que el monarca acudió a los puntos de mayor peligro, acabó por derrotar a las fuerzas árabes a las que se enfrentaba.
En ese momento la guarnición de la plaza de Tarifa hizo una salida inesperada para los moros y cayó sobre la parte trasera para atacar el campamento de Abul-Hassan en el que causaron grandes estragos. En la zona de combate de las fuerzas portuguesas, las dificultades eran  mayores, porque los moros de Granada, más disciplinados, luchaban por su ciudad bajo el mando de Yusef Abul-Hagiag y veían su reino en peligro. Alfonso IV, al mando de sus jinetes, logró romper la barrera de las filas enemigas, lo que desató el pánico y causó la derrota del bando granadino.
El 1 de noviembre por la tarde, los ejércitos vencedores abandonaron el campo de batalla con un gran botín en dirección a Sevilla, donde el rey de Portugal se quedó poco tiempo para regresar de inmediato a su país. El rey de Portugal, Alfonso IV, en un raro gesto de desinterés, y solo después de mucho insistir el marido de la hija, la reina María, eligió como recuerdo una cimitarra enjoyada y, entre los presos, a un sobrino del rey Abul-Hassan

## Consecuencias

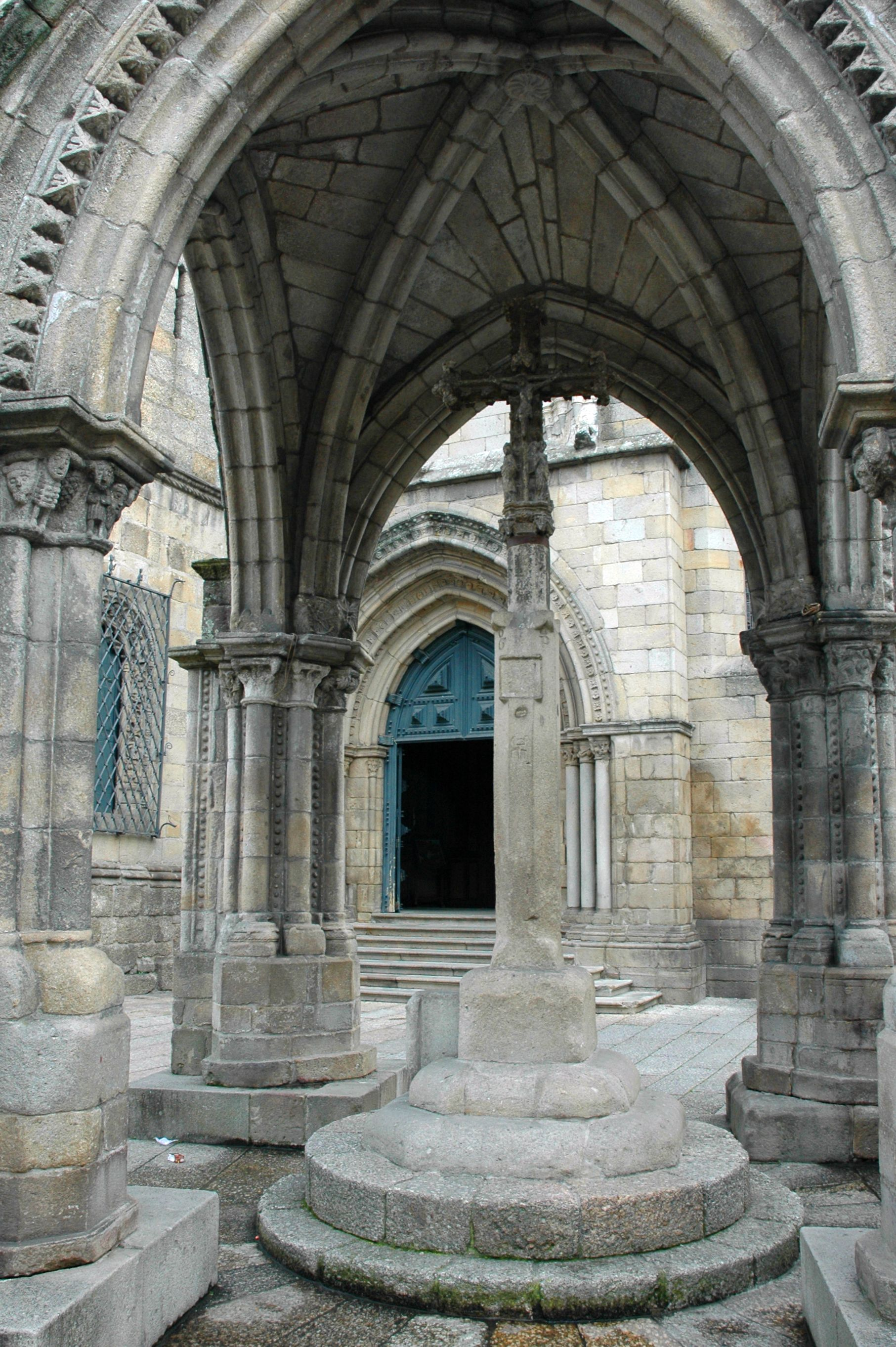
Padrão do Salado mandado a construir por el rey Alfonso IV de Portugal para conmemorar la victoria de las tropas cristianas

La victoria de los cristianos en la batalla del Salado desmoralizó al mundo musulmán y extendió un gran entusiasmo entre el cristianismo europeo. Después de seis siglos, era como una renovación de la victoria de Carlos Martel en la batalla de Poitiers. Alfonso XI para exteriorizar su alegría se apresuró a enviar al papa Benedicto XII una pomposa embajada, portadora de muy valiosos regalos procedentes de parte del botín conquistado a los moros, además de veinticuatro presos que portaban las banderas que habían caído en manos de los vencedores. En 1342 el rey fundó lo que es la actual Real Colegiata de San Hipólito en Córdoba como agradecimiento por su victoria.
Alfonso IV de Portugal quedó en la historia con el apodo de «el Bravo», resultado de su acción en la batalla del Salado.

## En la cultura
En el Psalterio de Coímbra (1340-1360) se conservan cuatro himnos en latín que celebran la batalla del Salado, en la tradición de los llamados "himnos de Reconquista". También en esta batalla nació la leyenda del caballero Garcilaso Ruiz de la Vega, que desafió a un moro que arrastraba con su caballo un listón con el nombre de Ave María, leyenda que recogen Gonzalo Fernández de Oviedo en sus Quincuagenas (batalla 1.ª, quincuagena 3.ª, diálogo 43) y Gonzalo Argote de Molina en su Nobleza de Andalucía (lib. II, cap. LXXXIII), llevando por ello el mote "Ave María" a su escudo. Esta leyenda se fusionaría luego a fines del siglo XV con la del Triunfo del Ave María de Hernán Pérez del Pulgar, dando lugar a un grupo de romances. Asimismo ocupa una gran parte del anónimo Poema de Alfonso XI y, por supuesto, de la Crónica de Alfonso Onceno, publicada por Francisco Cerdá y Rico (Madrid: Antonio de Sancha, 1787). El medievalista Juan Julián Victorio Martínez compuso además una novela sobre el tema, Alfonso XI el Justiciero (2009).